# Mărgău
Mărgău (in ungherese Meregyó) è un comune della Romania di 1 686 abitanti, ubicato nel distretto di Cluj, nella regione storica della Transilvania.
Il comune è formato dall'unione di 6 villaggi: Bociu, Buteni, Ciuleni, Mărgău, Răchițele, Scrind-Frăsinet.